# Кислий Ключ (станція)
Кислий Ключ (рос. Кислый Ключ) — станція Могочинського регіону Забайкальської залізниці Росії, розташована на дільниці Куенга — Бамівська між станціями Катарангра (відстань — 17 км) і Артеушка (16 км). Відстань до ст. Куенга — 311 км, до ст. Бамівська — 438 км; до транзитного пункту Каримська — 543 км.